# Leonhard Hutter
Leonhard Hutter, född i januari 1563, död den 23 oktober 1616 i Wittenberg, var en tysk teolog.
Hutter blev professor i Wittenberg 1596 och var en stridbar förkämpe för den lutherska rättrogenheten, som denna förelåg i Konkordieformeln, gentemot samtliga andra trosriktningar. Av hans latinska namnform, Leonardus Hutterus, bildade därför en beundrare anagrammet Redonatus Lutherus ("den återskänkte Luther"). Hutter utgav bl.a. Compendium locorum theologicorum ex Scriptura sacra et libro concordiæ collectum (1610), en på offentligt uppdrag författad, ofta återutgiven (senast 1837), översatt (bl.a. till svenska 1618) och kommenterad handbok för religionsundervisningen vid de sachsiska skolorna. På grund av Hutters rykte som den ortodoxaste bland de ortodoxa gav Karl Hase sin 1829 utgivna framställning av den gammallutherska dogmatiken namnet Hutterus redivivus.